# Ruovesi
Ruovesi es un municipio de Finlandia de la región de Pirkanmaa. En 2017 su población era de 4.514 habitantes. La superficie del término municipal es de 950,16 km², de los cuales 173,97 km² son agua. El municipio tiene una  densidad de población de 5,82 hab./km². Limita con los municipios de Juupajoki, Mänttä-Vilppula, Orivesi, Tampere, Virrat y Ylöjärvi.
El idioma oficial es el finlandés.